# Cyphon robustus
Cyphon robustus är en skalbaggsart som beskrevs av Leconte 1875. Cyphon robustus ingår i släktet Cyphon och familjen mjukbaggar. Inga underarter finns listade i Catalogue of Life.